# Julius Ženíšek
Julius Ženíšek (26. dubna 1870 Praha – ???) byl český podnikatel, inženýr a motorista, majitel prodejního obchodu s automobily v Praze. Jakožto pozdější výhradní zástupce americké automobilky Ford Motor Company pro celé Rakousko-Uhersko se výrazně podílel na rozvoji automobilismu v českých zemích, především v oblasti nabídky nákladních a užitkových vozů. Byl otcem herečky Máni Ženíškové a dědečkem kostýmního výtvarníka Theodora Pištěka mladšího.

## Život

### Mládí
Narodil se v Praze jako prvorozené dítě do rodiny akademického malíře Františka Ženíška a jeho ženy Marie, rozené Otradovcové z Otradovic. V šesti letech přišel o matku. Jeho otec František posléze proslul zejména výzdobou interiérů budovy Národního divadla v Praze, dále se také mj. podílel na výzdobě luxusních železničních vagónů, mj. pro císaře Františka Josefa I. Po absolvování základního a středního vzdělání vystudoval Julius technickou vysokou školu a získal inženýrský titul.

### Podnikatel

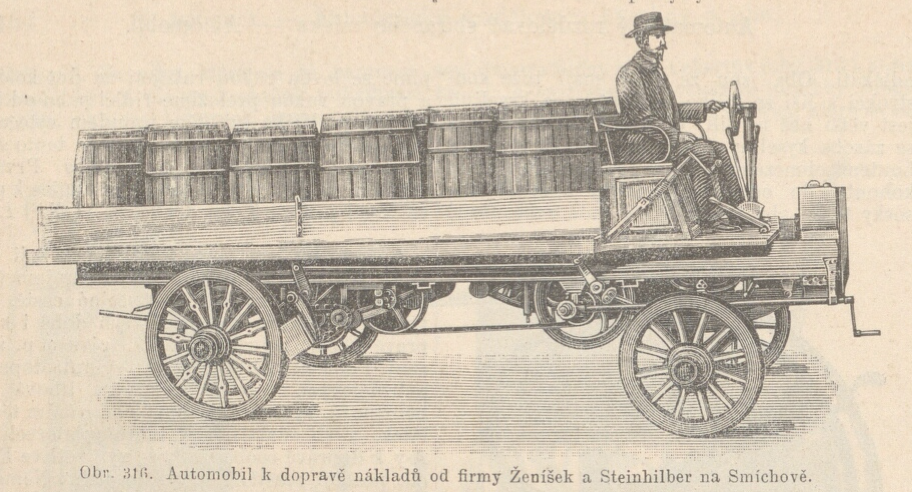
Nákladní vůz nabízený importní firmou Ženíšek & Steinhilber

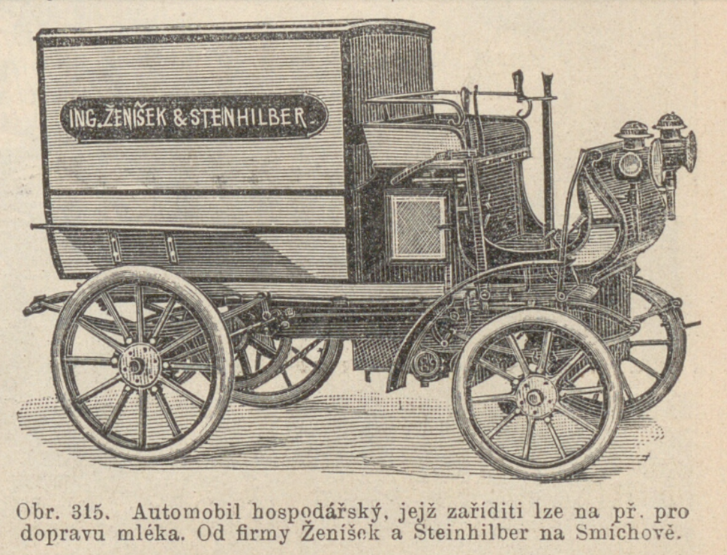
Dodávkový vůz nabízený importní firmou Ženíšek & Steinhilber

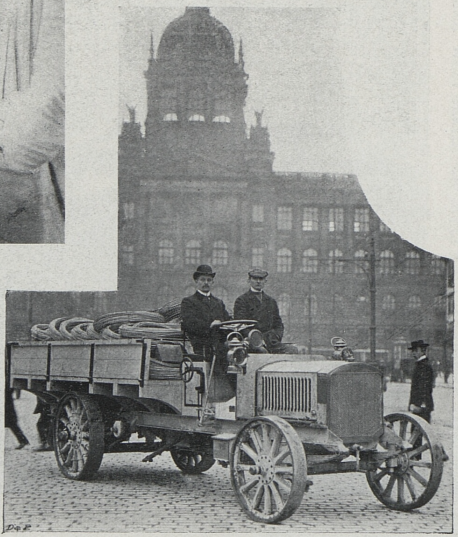
Julius Ženíšek (vlevo) za volantem nákladního vozu na Václavském náměstí v Praze (Český svět, 1906)

Jakožto nadšenec do motorismu, prudce se rozvíjejícího od 90. let 19. století, začal okolo roku 1900 podnikat v oblasti dovozu automobilových vozů do českých zemí. Byl spolumajitelem importní firmy Ženíšek & Steinhilber orientované především na dovoz nákladních a užitkových vozů, které měly nahrazovat zastarávající a údržbově náročnou technologii koňských spřežení, čímž se firma stala možná první firmou nabízející k prodeji jiné, než osobní automobily. Své produkty firma mj. prezentovala na hospodářské výstavě v Průmyslovém paláci v Holešovicích roku 1904. Firma nabízela sortiment zahraničních modelů osobních a užitkových vozidel, dále také motorových člunů a vozů, zejména zahraniční výroby, ale také například pneumatiky nebo autodíly. Rovněž se Ženíšek v té době také sám stal jedním z prvních majitelů osobního automobilu v Čechách.
Okolo roku 1905 je uváděna jeho spolupráce s mlékárenským a automobilistickým podnikatelem Bedřichem Procházkou, majitelem prodejního obchodu První český průmysl automobilový, prvního a ve své době největšího autosalonu v Praze, sídlícím v prostorách domu č.p. 112/II ve Spálené ulici na Novém Městě.
Když se roku 1907 připravovala v Praze První pražská autobusová linka z Malé Strany na Hradčany, zapůjčila Ženíškem vlastněná firma První český automobilní průmysl a závod importní v Král. Vinohradech pro první zkušební jízdy autobusový vůz. Ty se úspěšně konaly, záměrně za nepříznivého počasí, ve dnech 10., 18. a 23. února 1907.
Posléze pak získal také výhradní zastoupení americké automobilky Ford Motor Company, založené roku 1902 Henrym Fordem v Detroitu, pro oblast celého Rakouska-Uherska, tato společnost však zanedlouho krachem jeho společníka zanikla. To si mj. vyžádalo rozprodání rodinné sbírky obrazů Františka Ženíška. Patrně ve stejné době získal rovněž zastoupení americké letecké firmy Wright, vyrábějící a nabízející k prodeji vůbec první letadla na světě, jejíž výroba odstartovala prvním modelem Wright Flyer. S rodinou žil v pražských Vršovicích.
Ve svém podnikání nadále pokračoval i po vzniku Československa. Inzerce v tisku uvádí jeho firmu ještě v roce 1924.

### Úmrtí
Julius Ženíšek zemřel někdy po roce 1924.

### Rodinný život
Julius Ženíšek se oženil s Arnoštkou, rozenou Poppovou (1877–???) z Královských Vinohrad, dcerou sochaře Antonína Poppa. Dcera Marie Barbora se posléze stala filmovou herečkou a provdala se za divadelního a filmového herce Theodora Pištěka. Jejich syn Theodor Pištěk mladší se stal divadelním a filmovým kostýmním výtvarníkem.